# Princess Ida
Princess Ida; or Castle Adamant, és una òpera còmica amb música d'Arthur Sullivan i llibret en anglès de W. S. Gilbert. Va ser la vuitena òpera creada en col·laboració, sobre un total de catorze. Es va estrenar al Savoy Theatre de Londres el 5 de gener de 1884, i va tenir 246 representacions. La peça relata la història d'una princesa que troba una universitat per a dones que ensenya que les dones són superiors als homes i que elles han de dirigir. El príncep amb el qual està casada entra amb dos dels seus amics a la universitat disfressats de dones. Són descoberts i comença llavors una guerra literària entre els dos sexes.